# Fear Not (film 1917)
Fear Not (o The Twisted Soul) è un film muto del 1917 diretto da Allen Holubar.

## Trama
I due fratelli Mornington sono entrambi tossicodipendenti. Il primo, James, diventato giudice, un giorno si trova davanti, in tribunale, il fratello Allen imputato di un reato legato alla droga. James, allora, si dimette. Insieme a Hilda, sua figlia, e al fratello, si ritira in campagna per cercare di disintossicarsi. Il suo medico curante scopre, però, che Allen - il quale non riesce a liberarsi dalla schiavitù della cocaina - continua a procurare la droga a James. Tra i due nasce una violenta discussione che sfocia nella violenza: Allen spara, uccidendo il dottore. La mente di James, traumatizzato dall'accaduto, comincia a vacillare. Hilda, ignara di come siano andate veramente le cose, crede che il colpevole sia suo padre e, per salvarlo, si autoaccusa del delitto. Condannata all'impiccagione, Hilda viene salvata dall'intervento di Franklin Shirley, l'assistente del medico ucciso, che non crede alla colpevolezza della giovane: chiede l'aiuto, infatti, di un noto criminologo, Mortimer Gildane, che risolverà il caso inducendo alla confessione Allen, confessione che scagiona Hilda. Franklin, innamorato di Hilda, deve ora convincerla che la propensione alla droga non è un fattore ereditario e che per lei e i suoi futuri figli non ci sono pericoli: la giovane, finalmente convinta, accetta di sposarlo.

## Produzione
Il 1º settembre 1917, Motion Picture News annunciava che, all'Universal Film Manufacturing Company, era iniziata la lavorazione del film (per cui si usò all'inizio il titolo The Twisted Soul).

## Distribuzione
Il copyright del film, richiesto dalla Universal Film Mfg. Co., Inc., fu registrato il 17 novembre 1917 con il numero LP11722. Distribuito dall'Universal, il film uscì nelle sale cinematografiche statunitensi il 26 novembre 1917.
Non si conoscono copie ancora esistenti della pellicola che viene considerata presumibilmente perduta.